# Стальной путь (памятник)
Стально́й путь — мемориал в Ленинградской области, входящий в Зелёный пояс Славы.
Посвящён железнодорожному пути, проложенному в 1943 году от разъезда Поляны до Шлиссельбурга длиной в 33 километра, связавшего блокадный Ленинград со страной во время Великой Отечественной войны и позволивший снабжать город необходимыми грузами и продовольствием. Строительство продолжалось менее месяца — с 18 января по 7 февраля 1943 года.
Сооружён в 1973 году на железнодорожной станции Петрокрепость около посёлка имени Морозова. Авторы проекта: архитектор И. Г. Явейн, скульптор Г. Д. Гликман.

## Описание
Памятник состоит из стелы высотой 8 метров, на которой находятся барельефы железнодорожников и мемориальная надпись, повествующая об их подвиге в 1941—1944 годах. Рядом со стелой на вечную стоянку установлен паровоз ЭМ-721-83 1933 года постройки.

## История
Дорога жизни по Ладожскому озеру не могла обеспечить осаждённый город необходимым количеством продовольствия, был необходим железнодорожный путь. Ветку, которую построили в кратчайшие сроки, назвали «Дорога Победы». Она была построена после того, как после нескольких неудачных попыток прорыва блокады удалось отвоевать участок шириной не более одиннадцати километров, который железнодорожники впоследствии называли «коридором смерти», так как он также постоянно обстреливался и с земли, и с воздуха. Но это был шанс усилить Ленинградский фронт дополнительными частями, осуществить сообщение с Ленинградом по сухопутному участку для подвоза топлива, медикаментов, военных грузов и самое главное — продуктов, чтобы спасти сотни тысяч людей. Блокада Ленинграда была прорвана 18 января 1943 года возле Синявинских высот, а 7 февраля, менее, чем через месяц, в осаждённый город прибыл первый поезд с Большой земли.
Строительство
В строительстве участка от разъезда Поляны до Шлиссельбурга (станция Петрокрепость) участвовали работники Управления военно-восстановительных работ, железнодорожные войска и специальные формирования — тысячи ленинградских женщин и подростков, а также жители окрестных сёл и деревень. После того, сапёрами было обезврежено более двух тысяч мин и вывезено несколько сотен неразорвавшихся снарядов и авиабомб, пять тысяч человек были направлены на строительство дороги. Они делали шпалы, предварительно нарубив деревьев; из ближайшего карьера подвозили песок; укладывали рельсы на утрамбованный снег, так как делать насыпь времени не было), забивали сваи. Строительство проходило в условиях зимы, которая в 1943 году была особенно морозной. Работали под обстрелами и бомбёжками, так как основной отрезок пути проходил по Синявинским болотам в пяти километрах от линии фронта.
Эксплуатация
Гитлеровцы, осознавая всю важность связи блокадного Ленинграда со страной, предпринимали неоднократные попытки прорыва, обстрелы проводились ежедневно. Ремонтировали повреждённые участки пути машинисты, помощники и девушки-кондукторы. По Шлиссельбургской магистрали с января по декабрь 1943-го в блокадный город прошло 3105 составов. Из Ленинграда вывезли более миллиона ленинградцев в 3076 поездах.
Поскольку дорога проходила вблизи линии фронта, обстреливался практически каждый поезд, шедший по ветке. Дорогу охраняли зенитчики, подвижные группы бойцов из артиллеристов и пулемётчиков. Поезда в пути сопровождали отдельные зенитные пулемётные взводы. На этой ветке работали шестьсот железнодорожников, из их числа был убит каждый третий. Точное число погибших рабочих и железнодорожников на этом участке фронта до сих пор не установлено.
В Ленинград по стальной дороге доставляли 75 % всех грузов. Первый состав 7 февраля привёз в город 800 тонна сливочного масла, который встречали тысячи ленинградцев.
Полностью железнодорожное сообщение было восстановлено только в конце января 1944 года, когда бойцы Ленинградского и Волховского фронтов 21 числа смогли освободить город от блокады и выбили фашистские войска из важного железнодорожного узла Мга.

## Фото

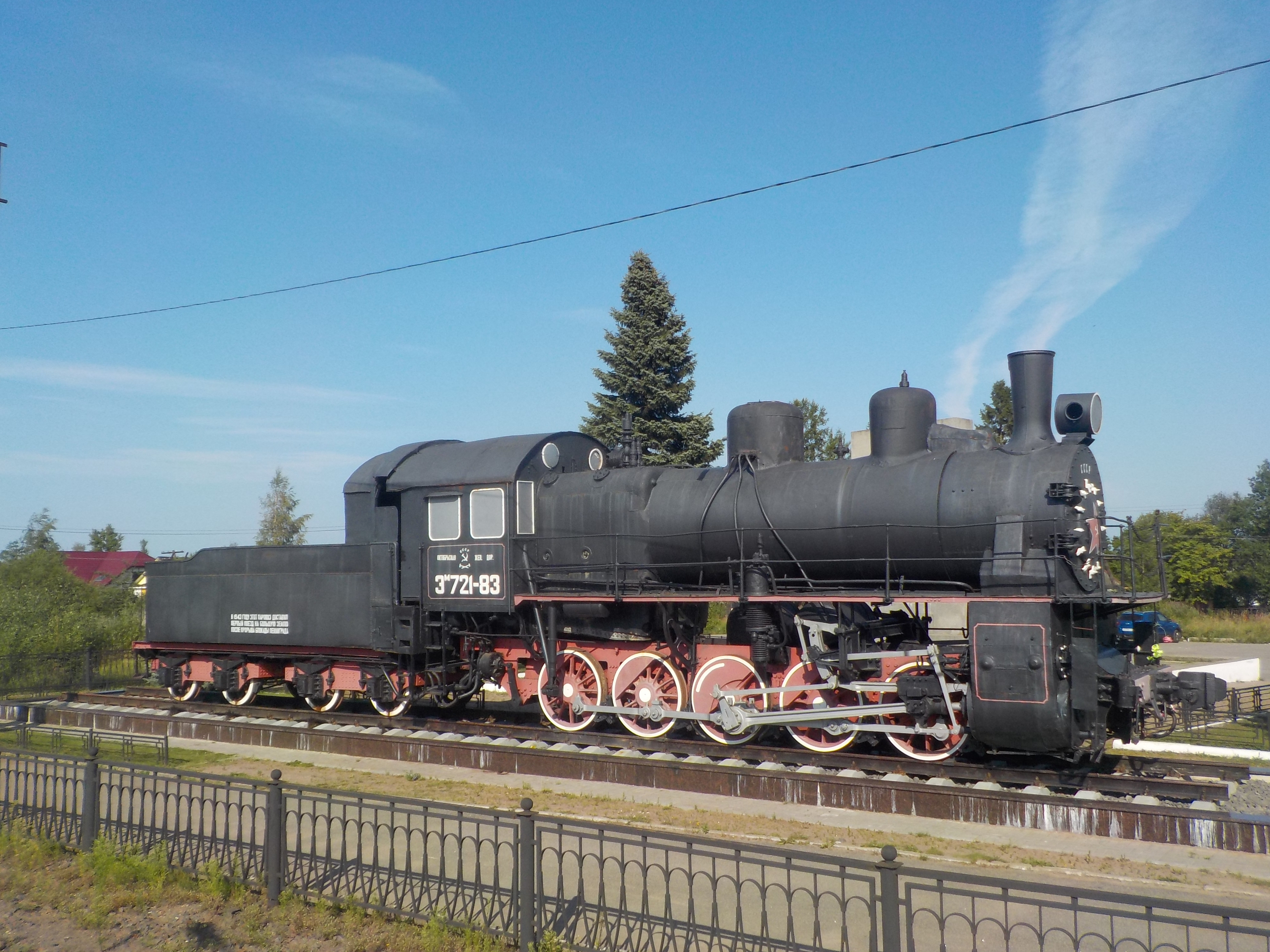
Паровоз, доставивший первый поезд после прорыва блокады Ленинграда
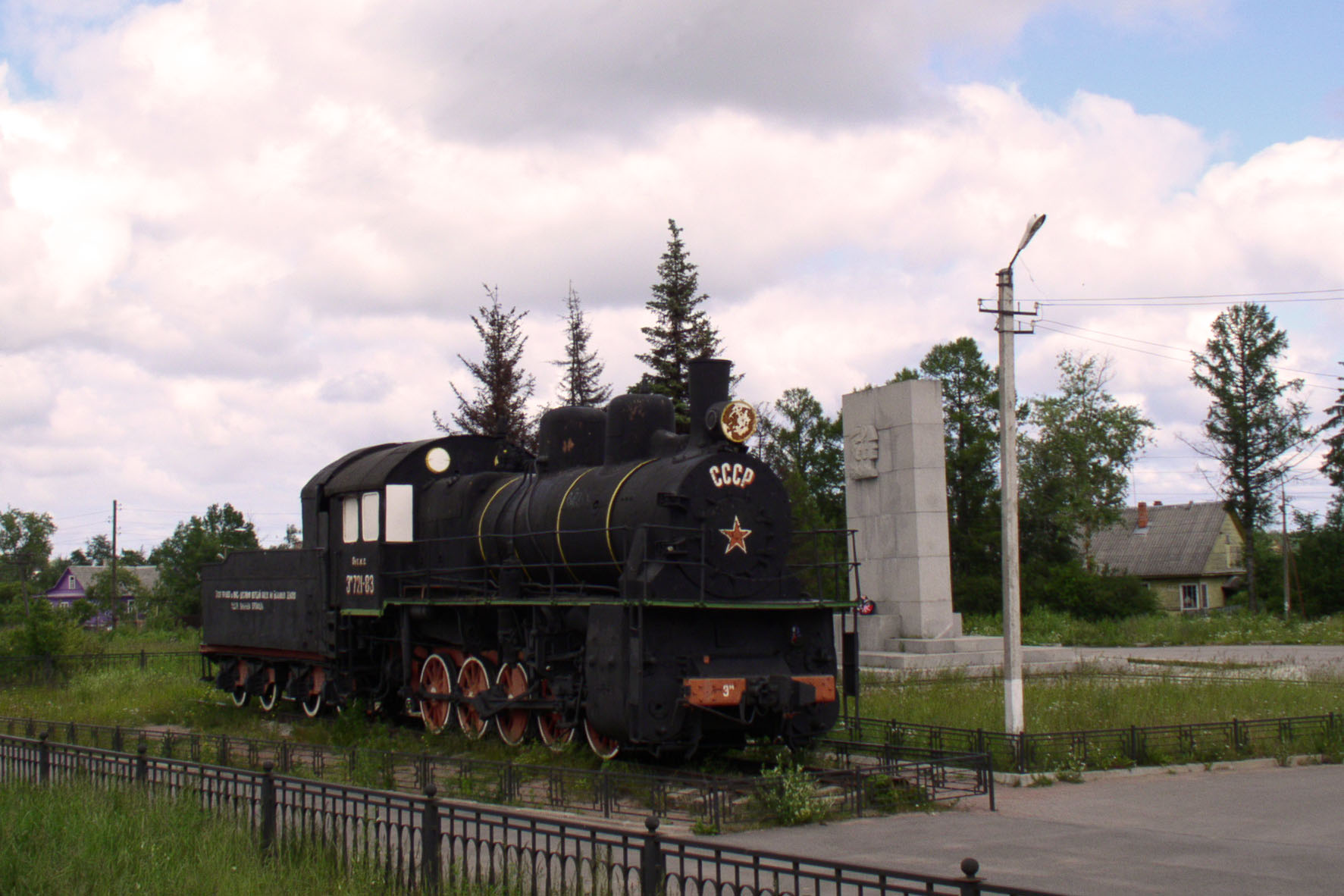
Локомотив, являющийся частью мемориала.
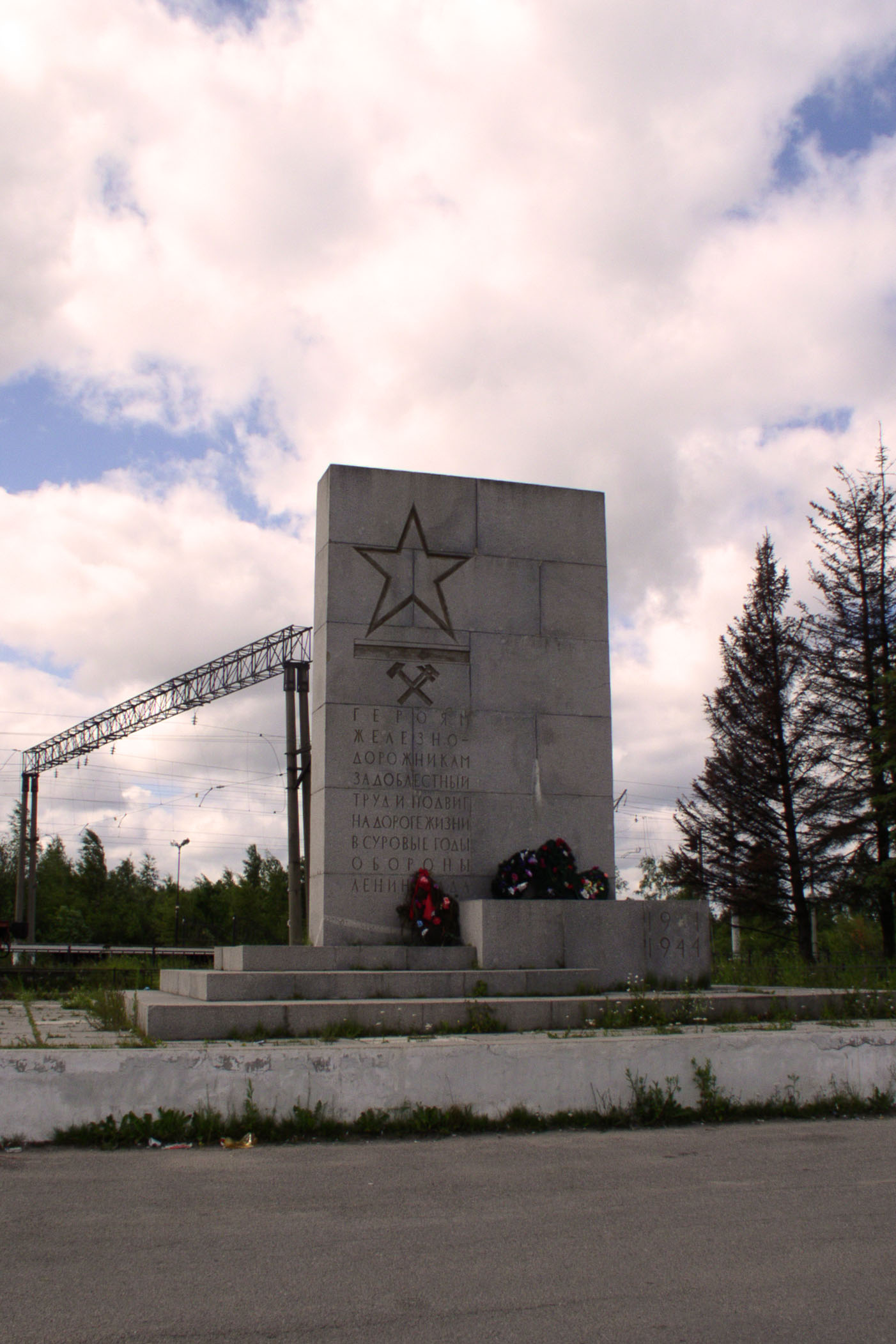
Мемориальная стела.
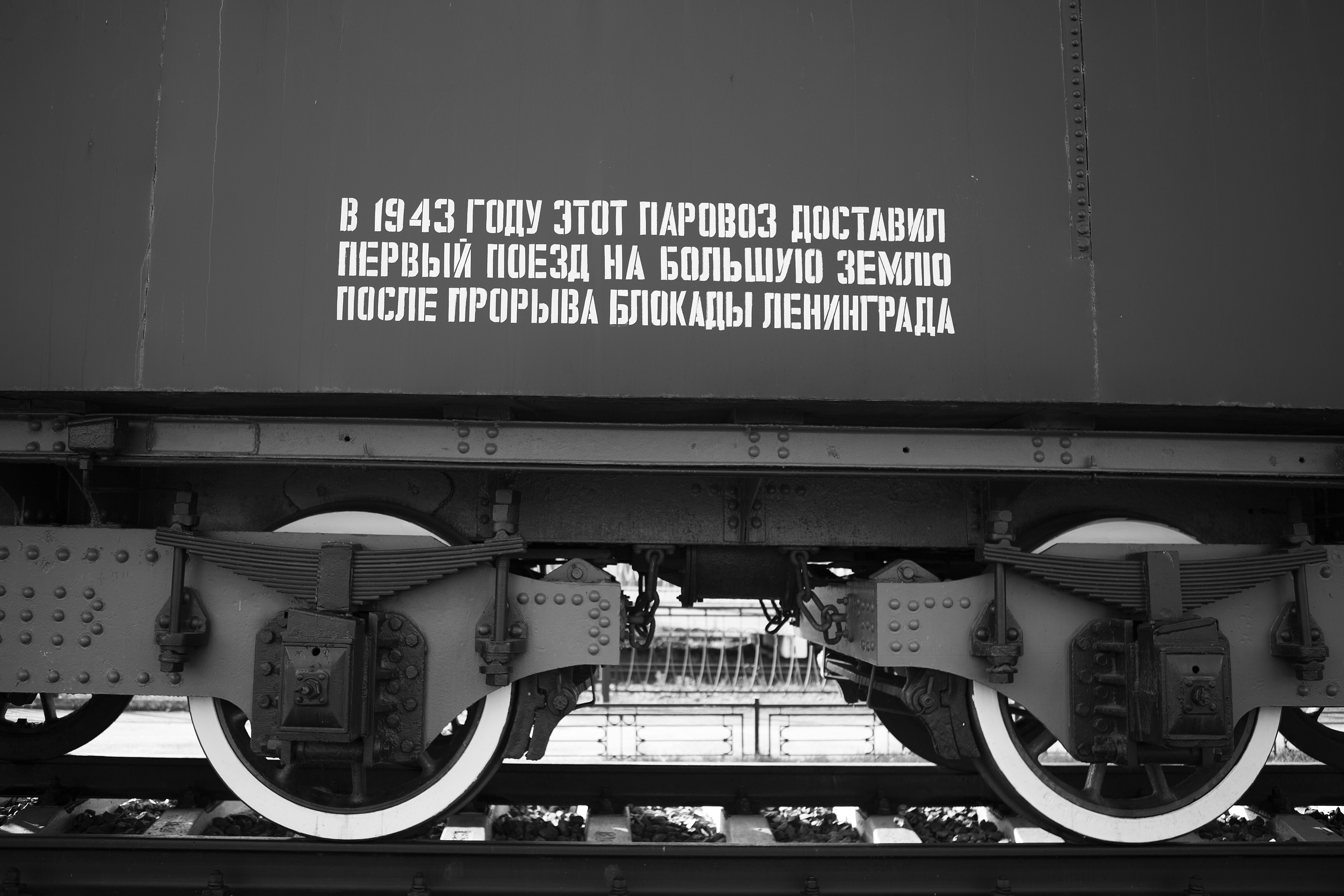
Мемориал в память обороны города в 1941-1944 гг.
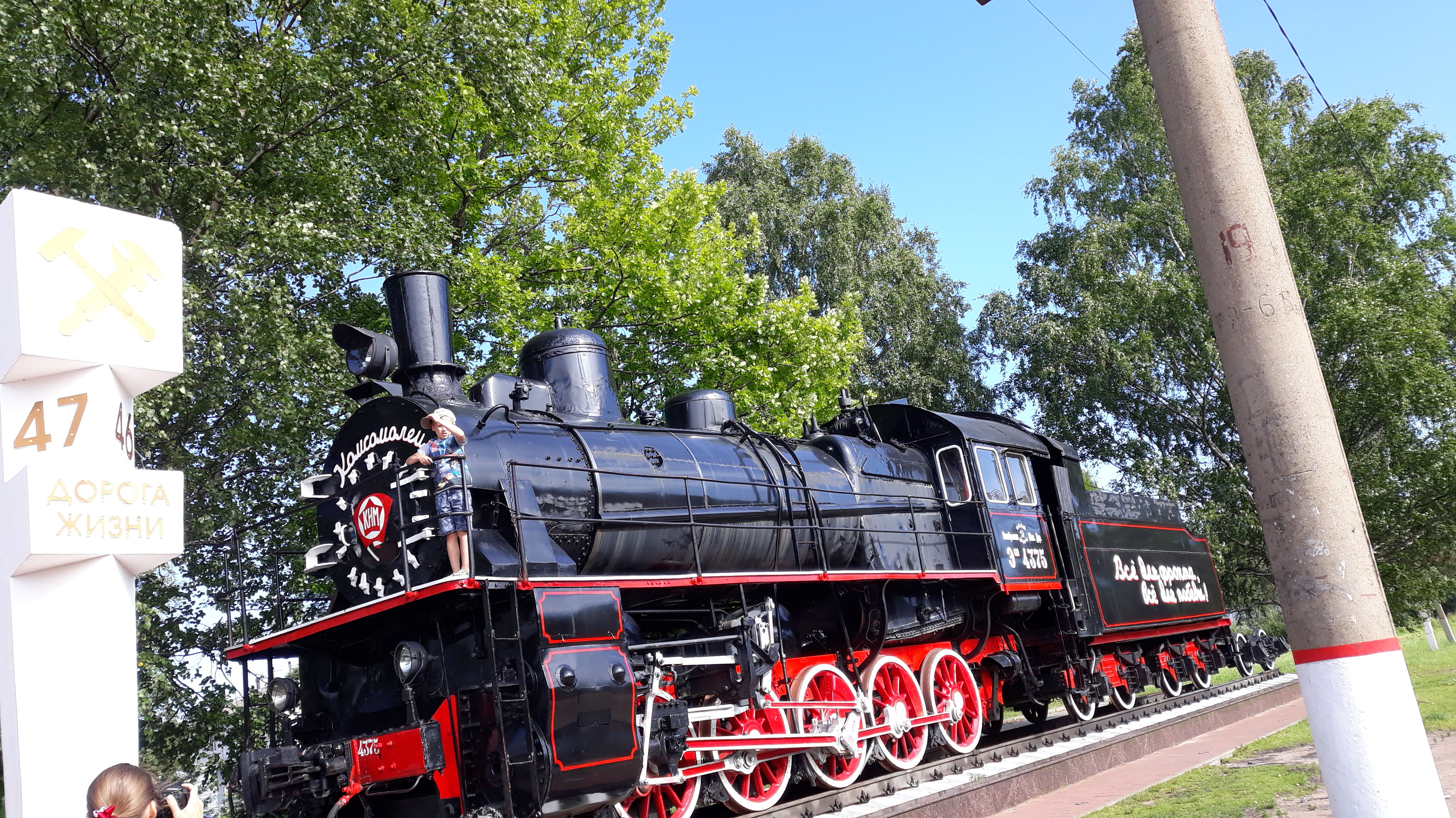
Паровоз, работавший на «Дороге жизни» в годы Великой Отечественной войны

## В литературе и искусстве
- В 2001 году в издательстве «Вести» вышла книга В. Ковальчука «Магистрали мужества».
- В апреле 2019 года в прокат вышел фильм режиссёра Федора Попова «Коридор бессмертия», рассказывающий о том, как строилась и работала железнодорожная линия Поляны-Шлиссельбург[8].